# A Pequena Karen
A Pequena Karen é uma telenovela brasileira produzida pela extinta TV Excelsior e exibida de 7 de março a 1 de julho de 1966 no horário das 20 horas, totalizando 85 capítulos. Foi escrita por Dulce Santucci baseada em um original de Josephine Bernard e dirigida por Fernando Baleroni.

## Enredo
Em um internato, Karen é mau tratada e humilhada constantemente pela perversa diretora Vivian por sua altivez e bom humor e, em dado momento, acaba morrendo de pneumonia após ser deixada na chuva. Preocupada que alguém de fora do internato descubra, Vivian coloca sua sobrinha, Francis, em seu lugar e coage os funcionários e demais alunos a não contarem a verdade, mas a verdadeira Karen continua aparecendo como espírito em busca de verdade.

## Elenco
| Ator/Atriz          | Personagem               |
| ------------------- | ------------------------ |
| Susana Vieira       | Karen                    |
| Tereza Rachel       | Francis Drummond / Karen |
| Teresa Austregésilo | Vivian Drummond          |
| Maria Estela        | Kathlyn                  |
| Edgard Franco       | Lawrance                 |
| Rogério Márcico     | Ernesto                  |
| Célia Coutinho      | Patsy                    |
| Astrogildo Filho    | Joseph                   |
| Machadinho          | Marcos                   |
| Lídia Costa         | Ana                      |
| Silvana Lopes       | Suely                    |
| Marcos Miranda      | Dimas                    |
| Maurício Nabuco     | Eduardo                  |
| Paulo Villa         | Arthur                   |
| Humberto Militello  | John                     |
| Décio Cardoso       | Lucas                    |

### Participações especiais
| Ator         | Personagem      |
| ------------ | --------------- |
| Stefi Solska | Karen (criança) |